# Dead Letter Office
Dead Letter Office är ett samlingsalbum med R.E.M. från 1987, innehållande b-sidor och annat överblivet material. Albumet innehöll från början 15 låtar men på CD-versionen lade man till de fem låtarna från debut-EP:n Chronic Town från 1982.
Till de mer udda låtarna på skivan hör "Voice of Harold", på vilken Stipe, till musiken från "7 Chinese Bros.", sjunger texten från baksidan av ett gospelalbum.

## Låtlista
Samtliga låtar skrivna av Bill Berry, Peter Buck, Mike Mills, och Michael Stipe, om inte annat anges.
1. "Crazy" (Pylon) - 3:00
2. "There She Goes Again" (Lou Reed) - 2:49
3. "Burning Down" - 4:10
4. "Voice of Harold" - 4:21
5. "Burning Hell" - 3:48
6. "White Tornado" - 1:59
7. "Toys in the Attic" (Steven Tyler, Joe Perry) - 2:26
8. "Windout" - 1:57
9. "Ages of You" - 3:39
10. "Pale Blue Eyes" (Lou Reed) - 2:49
11. "Rotary Ten" - 2:00
12. "Bandwagon" (Bill Berry, Peter Buck, Mike Mills, Lynda Stipe, Michael Stipe) - 2:12
13. "Femme Fatale" (Lou Reed) - 2:47
14. "Walter's Theme" - 1:35
15. "King of the Road" (Roger Miller) - 3:08
16. "Wolves, Lower" - 4:08
17. "Gardening at Night" - 4:33
18. "Carnival of Sorts (Box Cars)" - 3:51
19. "1,000,000" - 3:04
20. "Stumble" - 5:39